# Melittomma benitonum
Melittomma benitonum är en skalbaggsart som först beskrevs av Leon Fairmaire 1901.  Melittomma benitonum ingår i släktet Melittomma och familjen varvsflugor. Inga underarter finns listade i Catalogue of Life.